# Divisão N.º 1 (Terra Nova e Labrador)
A Divisão N.º 1 é uma das onze divisões do censo da província canadense de Terra Nova e Labrador. Cobre toda a península de Avalon, incluindo o istmo de Avalon. Como todas as divisões do censo em Terra Nova e Labrador, mas ao contrário das divisões do censo de algumas outras províncias, a divisão existe apenas como uma divisão estatística para os dados do censo, e não é uma entidade política.
A área tem a maior população da província, totalizando 262.410 habitantes e 51% do total provincial em 2011. A área total é de 9.218,54 km2.